# Sench Èli d'Aubrac
Sench Eli d'Aubrac [sen'djeli/sen'tsheli] (en francès Saint-Chély-d'Aubrac) és un municipi del departament francès de l'Avairon, a la regió d'Occitània. Està situat a l'Aubrac i té una estació d'esquí.